# Tiamina trifosfato

Tiamina trifostato

El trifosfato de tiamina o tiamina trifosfato (ThTP) es el derivado trifosfatado de la tiamina (vitamina B1), y se encuentra en bajas cantidades en la mayoría de organismos, tanto en vertebrados como invertebrados. Desde procariotas hasta humanos.

## Metabolismo
La tiamina trifosfato se presenta y sintetiza en las mitocondrias cerebrales, esto se ha evidenciado en cerebros de ratas, ThTP se sintetiza desde tiamina difosfato (ThDP) + fosfato (P).  La síntesis está acoplada a la oxidación de NADH a través de la cadena respiratoria, pero no puede ser activada por la hidrólisis de ATP, por lo tanto es fuertemente inhibida por los inhibidores de la cadena respiratoria, como myxothiazol y los inhibidores de la H+ canal de F0F1-ATPasa. ThTP puede ser hidrolizada por tiamina trifostasas (ThTpases), encontradas en la unión membranal de muchos tejidos animales, incluyendo en el cerebro de ratas.

## Función
ThTP activa canales de aniones de altas concentraciones en los neuroblastos y podría hacer parte de fosforidación de proteínas. También se supone que tiene varias funciones neuronales, como la excitabilidad de los nervios y puede jugar un papel importante en procesos de respuesta de estrés celular. Se ha encontrado que en E.coli aumenta durante la inanición de aminoácidos en presencia de glucosa.

## Deficiencia
Al ser un derivado de la vitamina B1, la deficiencia de esta se correlaciona con la deficiencia de ThTP, y genera variadas lesiones cerebrales, aunque aún no se relaciona una enfermedad con la deficiencia de ThTP.